# Tritonaclia stephania
Tritonaclia stephania là một loài bướm đêm thuộc phân họ Arctiinae, họ Erebidae.